# 박동혁 (배우)
박동혁은 대한민국의 배우다.

## 영화
- 보리울의 여름 (2003)
- 하류인생 (2004)
- 안녕 아빠 (2005)
- 맨데이트: 신이 주신 임무 (2008)
- 제보자 (2014)
- 꾼 (2017)
- 나랏말싸미 (2019)